# Aselizumab
Aselizumab là một loại thuốc ức chế miễn dịch đã được điều tra để sử dụng cho những bệnh nhân bị thương nặng. Nó liên kết với CD62L.